# Burí (arqueologia)

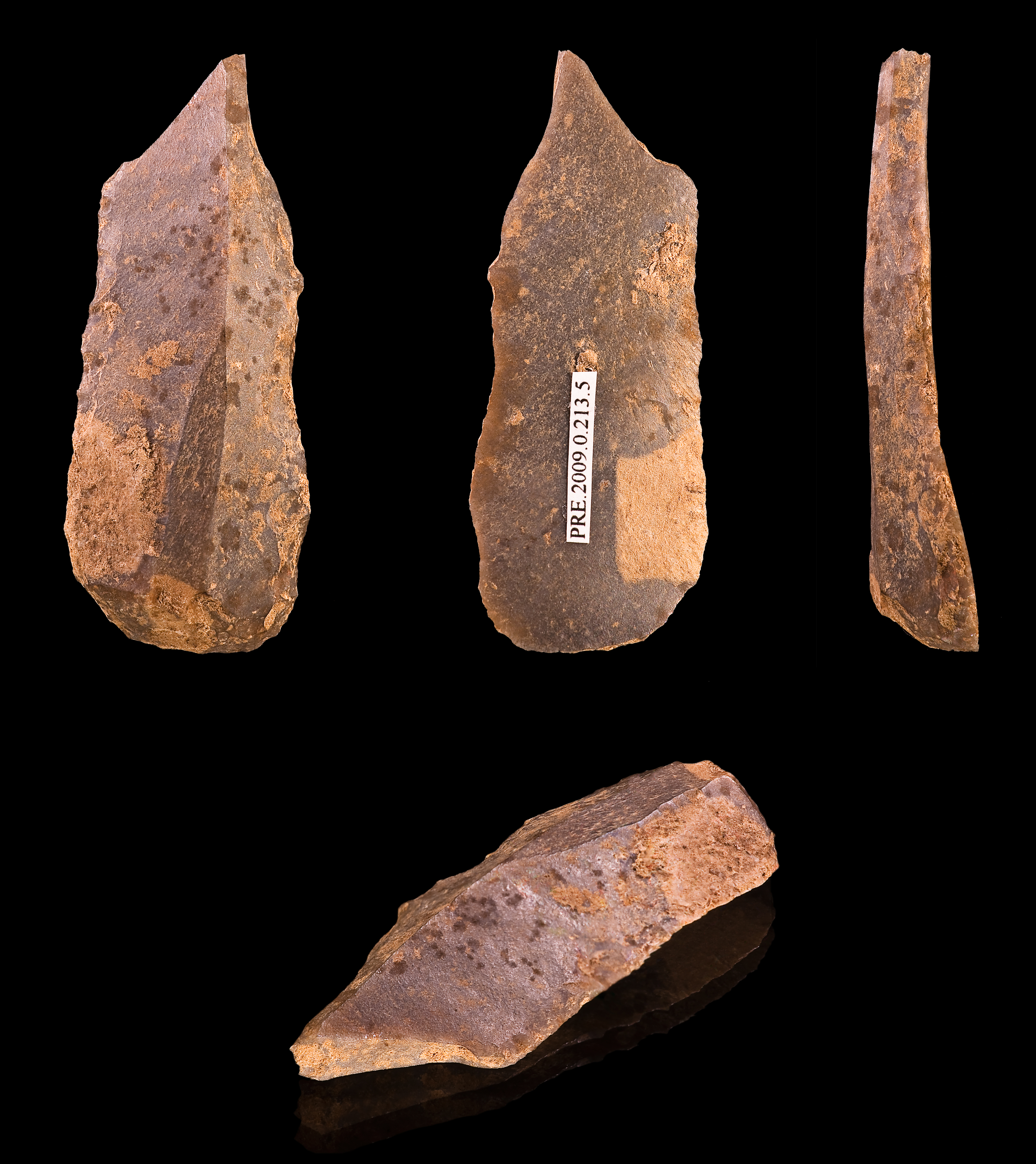
Burins

Un burí  és una eina prehistòrica sobre ascla o sobre full fabricat mitjançant una tècnica especial de retoc (anomenada tècnica del cop de burí) segons la qual s'extreuen un tipus determinat d'ascles denominades «encenalls de burí», deixant un negatiu d'asclat (generalment anomenat «drap») més o menys perpendicular al pla d'aixafament del suport. S'estima que els burins s'usaven per fabricar estris d'os o asta, com serien una atzagaia o un arpó, i també en la confecció d'objectes d'art moble prehistòric o per fer forts incisions en roca (per a l'elaboració de gravats d'art paleolític).
Els burins apareixen en tota l'edat de Pedra, però el seu moment òptim és el Paleolític Superior associats a la gran eclosió d'objectes d'os.